# Jacek Najder (dyplomata)
Jacek Najder (ur. 12 grudnia 1960 w Warszawie) – polski dyplomata, w latach 2007–2008 ambasador RP w Afganistanie, w latach 2008–2011 podsekretarz stanu w Ministerstwie Spraw Zagranicznych, w latach 2011–2016 i od 2025 stały przedstawiciel, a w latach 2024–2025 p.o. stałego przedstawiciela RP przy NATO.

## Życiorys
W 1985 ukończył studia z zakresu socjologii na Wydziale Stosowanych Nauk Społecznych Uniwersytetu Warszawskiego. Studiował także podyplomowo na Wydziale Geografii UW (1987–1988).
W latach 1986–1988 był zatrudniony w Ośrodku Badań Opinii Publicznej. Od 1988 do 1992 prowadził z żoną działalność gospodarczą oraz odpowiadał za współpracę międzynarodową w Prosper Banku. W 1992 został pracownikiem Ministerstwa Spraw Zagranicznych. Pracował na placówkach dyplomatycznych w Islamabadzie jako I sekretarz i radca (1995–1999), a także jako radca i I radca oraz zastępca ambasadora w Seulu (2001–2005). Od 2005 do 2007 był kolejno wicedyrektorem i dyrektorem Departamentu Azji i Pacyfiku w Ministerstwie Spraw Zagranicznych. Od marca 2007 do 14 grudnia 2008 był ambasadorem RP w Afganistanie. 15 grudnia 2008 został powołany na stanowisko podsekretarza stanu w MSZ. Funkcję tę pełnił do 2011.
Po katastrofie polskiego Tu-154 w Smoleńsku z 10 kwietnia 2010 odpowiadał za błędną identyfikację ciała Ryszarda Kaczorowskiego, której dokonywał jako urzędnik MSZ. W październiku 2012 publicznie za to przeprosił.
24 sierpnia 2011 mianowany stałym przedstawicielem RP przy NATO. Zakończył pełnienie funkcji ambasadora 31 grudnia 2016. Od 2017 związany był zawodowo z sektorem konsultingowym oraz akademickim, m.in. z Instytutem Bliskiego i Dalekiego Wschodu Uniwersytetu Jagiellońskiego. W 2020 objął stanowisko dyrektora Biura Współpracy Międzynarodowej w Urzędzie m.st. Warszawy.
W czerwcu 2024 został p.o. stałego przedstawiciela RP przy NATO. W kwietniu 2025 prezydent mianował go na stanowisko stałego przedstawiciela RP przy tej organizacji.

## Odznaczenia
W 2011, za wybitne zasługi w służbie zagranicznej, za osiągnięcia w podejmowanej z pożytkiem dla kraju pracy zawodowej i działalności dyplomatycznej, został odznaczony Krzyżem Oficerskim Orderu Odrodzenia Polski.

## Życie prywatne
Żonaty, ojciec dwójki dzieci. Zna języki angielski i rosyjski.